# David Kolb
David A. Kolb (1939) és un teòric educatiu estatunidenc els interessos del qual se centren en l'aprenentatge experiencial, el canvi individual i social, desenvolupament professional i l'educació executiva i professional. És el fundador i president d'Experimentar Sistemes d'Aprenentatge Basat, Inc. (EBLS), i un Professor emèrit de Comportament Organitzatiu en el Weatherhead Escola d'Administració, Cas Universitat de Reserva Occidental, Cleveland, Ohio.
Kolb Va guanyar el seu BA de Knox Universitat dins 1961 i el seu MA i Ph.D. D'Harvard Universitat Harvard dins 1964 i 1967 respectivament, en psicologia social.

## Aprenentatge experiencial
En el primerenc 1970s, Kolb i Ron Fregeix (ara tots dos al Weatherhead Escola d'Administració) va desenvolupar el Experiential Model d'Aprenentatge (OM), va compondre de quatre elements:
- Experiència concreta,
- Observació d'i reflexió en aquella experiència,
- La formació de conceptes abstractes va basar a la reflexió,
- Provant els conceptes nous,
- (Repeteix).

Aquests quatre elements són l'essència d'un spiral d'aprendre que poden començar amb qualsevol dels quatre elements, però típicament comença amb una experiència concreta.

## Inventari d'Estil de l'aprenentatge
Kolb És famós en cercles educatius pel seu Inventari d'Estil de l'Aprenentatge (LSI). El seu model és construït a la idea que aprenent les preferències poden ser descrites utilitzant dos continus: experimentació activa-observació reflectant i abstracte conceptualization-experiència concreta. El resultat és quatre tipus de learners: converger (experimentació activa-abstracte conceptualization), accommodator (experimentació activa-experiència concreta), assimilator (observació reflectant-abstracte conceptualization), i diverger (observació reflectant-experiència concreta). El LSI és dissenyat per determinar la preferència d'aprenentatge d'un individu.